# 菲律賓坡壘
菲律賓坡壘（學名：Hopea philippinensis）是菲律賓的特有種龍腦香科植物之一。

## 型態
菲律賓坡壘可以生長到25到30公尺高，直徑40公分，屬於常綠中型喬木。板根明顯。樹的表面幾乎平滑但常脫皮，脫皮的樹身是粉棕色的。葉子是長橢圓形，葉尖長。葉片長12到25公分，寬4到7公分。通常葉子兩邊各有17到22個側脈。花有五個花瓣。果實是翅果，有2片約10到12公分長的果翅。

## 分布
分布在菲律賓的呂宋，卡坦端內斯省，內格羅斯島，薩馬島，比利蘭省，雷伊泰島，班乃島，保和省和民答那峨島的熱帶雨林裡。最高生長在海拔500公尺的山林裡。
1. ↑  Energy Development Corporation. . The IUCN Red List of Threatened Species. 2020, 2020: e.T33092A114505083  [18 November 2021]. doi:10.2305/IUCN.UK.2020-1.RLTS.T33092A114505083.en . 已忽略未知参数|collaboration= (帮助)